# Хабар (агентство)
АО «Агентство „Хабар“» (каз. «Хабар» Агенттігі) — ведущий медиахолдинг, работающий в Республике Казахстан, основанный в 1995 году. Начиная с 2013 года, является членом объединения Euronews Network. Телеканалы Агентства транслируют политические и социально-культурные новости, занимаются производством аналитических программ. Ассоциированный член Европейского вещательного союза с 2016 года.

## История
23 октября 1995 постановлением Правительства Республики Казахстан было создано республиканское государственное предприятие "Агентство «Хабар». Генеральным директором РГП "Агентство «Хабар» была назначена Дарига Назарбаева.
В 1998 году Агентство стало полноправным членом Азиатско-Тихоокеанского вещательного союза (ABU).
С 2004 года член Международной профессиональной некоммерческой организации «Евразийская Академия Телевидения и Радио» (МПНО «ЕАТР»).
В 2013 году подписано соглашение о сотрудничестве с крупнейшим европейским телевизионным холдингом Euronews. Член объединения Euronews Network.
1 января 2016 года Агентство «Хабар» вступил в Европейский вещательный союз (EBU).
Телеканалы Агентства покрывают всю территорию Казахстана и охватывает 99 % республиканской телеаудитории. Имеется развитая корреспондентская служба в странах ближнего и дальнего зарубежья. Представительства представлены в таких странах как — Россия, Узбекистан, США, Бельгия, Германия, Китай, Южная Корея.
В 2020 году общие доходы Агентства составили более 17,6 млрд тенге, а чистая прибыль — свыше 140 млн тенге.

## Основные медийные активы

### Телеканал «Хабар»
Казахстанский телеканал. В эфире транслируются новости, развлекательные и образовательные передачи, ток-шоу, документальные и художественные фильмы.

### Телеканал «24KZ»
Круглосуточный цифровой информационный телеканал. Каждые полчаса эфирного времени показываются новости, а между показом новостей идут тематические передачи.

### Киноканал EL ARNA
Круглосуточный телеканал, посвящённый кино и театральному искусству в Казахстане.

## Собственники и руководство
Единственным учредителем Агентства является Комитет государственного имущества и приватизации Республики Казахстан. Права владения и пользования государственным пакетом акций Агентства переданы Министерству культуры и информации Республики Казахстан. 
13 сентября 2023 года Председателем Правления АО «Агентство «Хабар» назначен Кемелбек Бактыгулович Ойшыбаев.